# Фенилацетилен
Фенилацетилен (этинилбензол) — углеводород, одновременно относящийся и к классу алкинов и к аренов.

## Методы синтеза
- Из 1,2-дибром-1-фенилэтана действием амида натрия в жидком аммиаке[1]:

- Из β-бромстирола действием расплавленого гидроксида калия[2].

## Реакции
- Гидрирование до стирола или этилбензола.
- Тримеризация до 1,2,4(97 %) и 1,3,5 -трифенилбензолов[3]

- Присоединение воды до ацетофенона в присутствии тетрахлораурата натрия: